# Polietes domitor
Polietes domitor är en tvåvingeart som först beskrevs av Harris 1780.  Polietes domitor ingår i släktet Polietes och familjen husflugor. Arten är reproducerande i Sverige. Inga underarter finns listade i Catalogue of Life.